# 格拉森山
46°45′48.3″N 8°26′54″E / 46.763417°N 8.44833°E

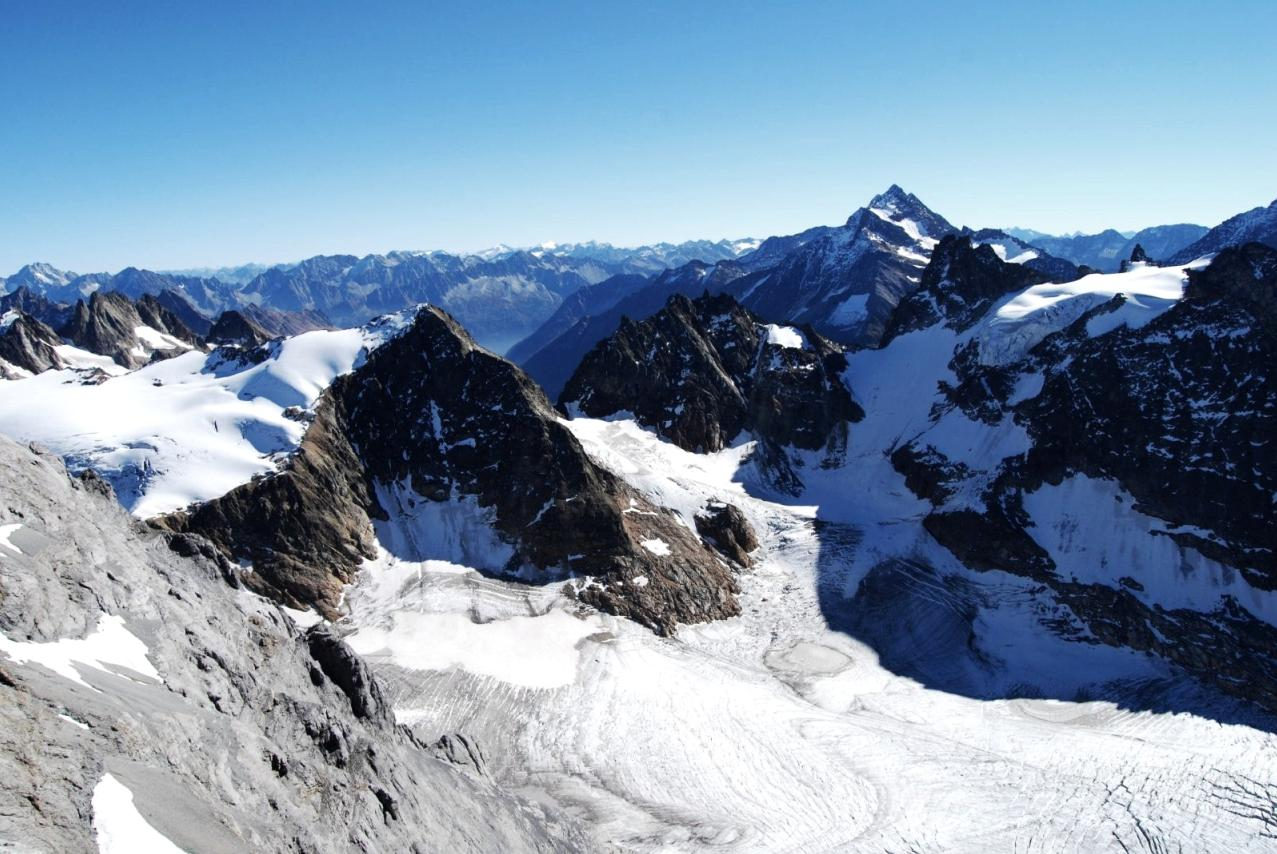

格拉森山（Grassen），是瑞士的山峰，位於該國中部，處於上瓦爾登州、烏里州和伯恩州接壤的邊界，屬於烏里山的一部分，海拔高度2,946米，每年平均降雨量2,465毫米。